# جرالمو رووتتا

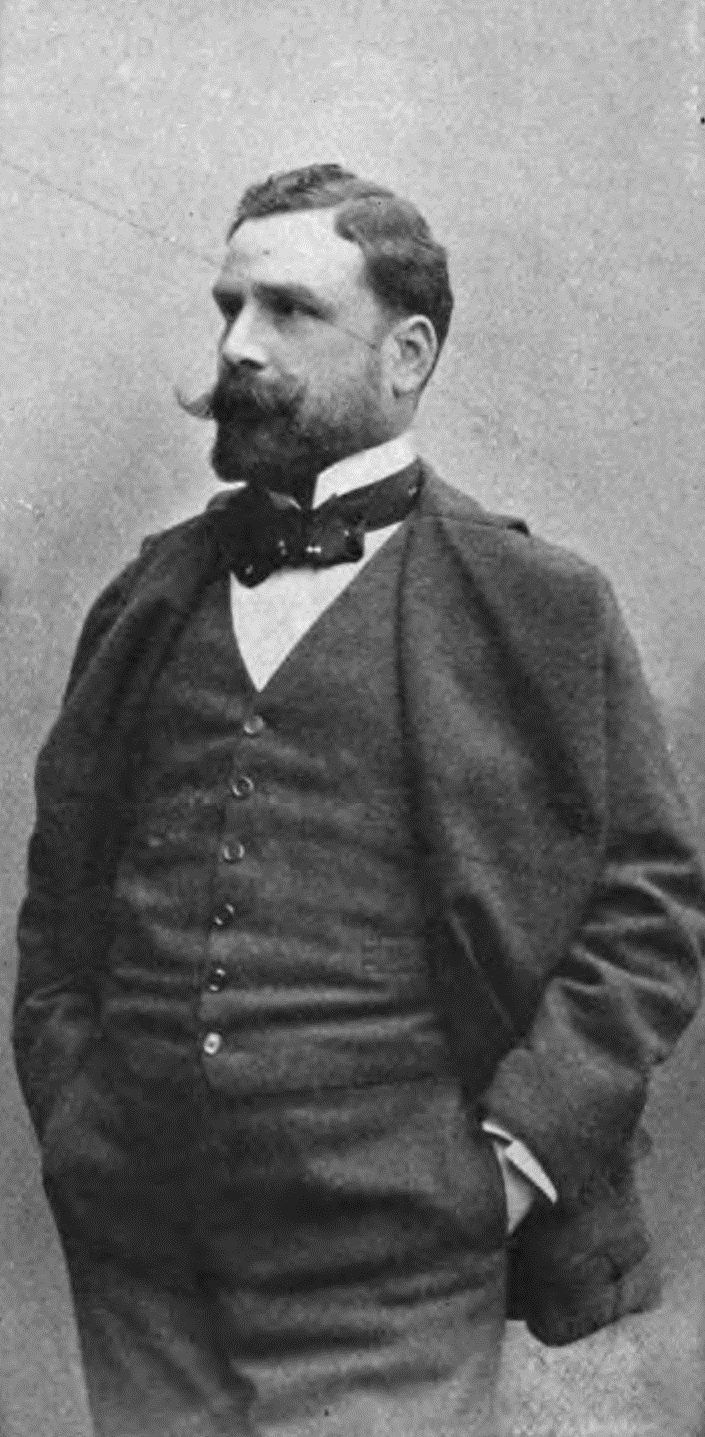
جرالمو رووتتا

جرولامو رووتا (۳۰ نوامبر ۱۸۵۱ – ۸ مه ۱۹۱۰) نویسنده و نمایشنامه‌نویس ایتالیایی بود.
رووتتا که در برشا به دنیا آمد، نویسنده بسیاری از رمان‌ها و داستان‌های کوتاه و همچنین نمایشنامه‌های صحنه‌ای، عمدتاً درام، بود. اولین رمان او ماتر دولوروزا (Mater dolorosa) (۱۸۸۲) بود، رمانی که موفقیت قابل توجهی در بین مردم به دست آورد.  جورج گیسینگ، رمان‌نویس انگلیسی اواخر قرن نوزدهم، رمان لا بارااوندا  (La Baraonda) رووتتا را در نوامبر ۱۸۹۴، یعنی سال انتشار آن، به زبان ایتالیایی خواند. در ابتدا از کتاب خوشش آمد ولی بعد متوجه شد که این کتاب "یک کتاب اصل نیست" زیرا  از "رمان‌های فرانسوی و روسی بسیار قوی" اقتباس شده است.
او همچنین با درام داستان عاشقانه (Romanticismo) که موفقیتش تا حدی به دلیل محتوای میهن‌پرستانه آن بود، به خوبی شناخته شده است. بعدها فیلمی به همین نام به کارگردانی کلمنته فراکاسی و با بازی آمدئو ناتزاری و کلارا کالامایی ساخته شد.
آثار او نزدیک به سبک وریزمو و نمایانگر سیاست لومبارد و بورژوازی آن زمان است و ناامیدی از شکست آرمان‌های وحدت ایتالیا را نشان دهد.
در سال ۱۹۱۰ رووتتا خودکشی کرد و رمانی ناتمام به جا گذاشت.